# Cộng hòa (Platon)
Cộng hòa (Tiếng Hy Lạp: Πολιτεία, Politeia) là cuốn sách về Socrates được Platon viết vào khoảng năm 380 TCN trả lời các câu hỏi về công lý, thành phố công lý, và cá nhân công lý. Đây là tác phẩm nổi tiếng nhất của Platon và là một trong những tác phẩm có ảnh hưởng lớn nhất lên sự phát triển tư duy của triết học và học thuyết chính trị. Nhân vật chính trong tác phẩm là Socrates cùng với nhiều học giả Athen và các nơi thảo luận về ý nghĩa của công lý, và kiểm chứng xem liệu một người hành động theo công lý có hạnh phúc hơn một người luôn hành động ngược lại, từ đó Socrates đưa ra đề nghị về một thành phố dưới sự quản lý một vị vua hiền triết (philosopher-kings). Các nhân vật cũng bàn về Học thuyết các dạng (Theory of Forms), sự bất tử của linh hồn, và vai trò của triết gia và thơ ca trong xã hội.

## Tiếp nhận và diễn giải

### Hy Lạp cổ đại
Ý tưởng viết luận thuyết về các hệ thống chính trị đã được tiếp nối vài thập kỷ sau đó bởi người học trò xuất sắc nhất của Platon, Aristotle. Tác phẩm Politika của ông đã hệ thống hóa nhiều khái niệm của Platon và có nhiều kết luận khác biệt.

## Đề cương

### Sách 1: Sự hóa già, Tình yêu và các Định nghĩa về Công lý
Khi đến thăm bến cảng Piraeus của thành Athens với ông Glaucon, triết gia Sokrates được mời đến dự bữa tối và một buổi liên hoan cùng với ông Polemarchus. Sau cùng họ đã đến nhà ông Polemarchus, nơi triết gia Sokrates gặp ông Cephalus là cha của ông Polemarchus.
Trong cuộc trò chuyện nhằm nghiên cứu triết học đầu tiên của mình với các thành viên của nhóm, triết gia Sokrates đã đàm luận với ông Cephalus. Câu hỏi nghiên cứu đầu tiên mà Platon đặt ra trong sách 1 là câu hỏi sau mà triết gia Sokrates dành cho ông Cephalus lão thành: "cuộc sống ở tuổi già có khó khăn không, hay là như thế nào?".
Ông Cephalus cho rằng nhiều người cảm thấy khổ sở khi đã có tuổi vì họ nhung nhớ thời thanh xuân, nhưng ông xét thấy rằng "tuổi già cho ta sự nghỉ ngơi sâu sắc và sự tự do khỏi đam mê này và nhiều đam mê khác. Khi sự thèm muốn không còn mạnh mẽ, và quyền năng của sự thèm muốn bị dập tắt, mô tả của ông Sophocles được hiện thực hóa cách hoàn hảo: ông cảm thấy giống như người nô lệ được giải thoát khỏi vô số ông chủ hung dữ". Sự nghỉ ngơi mang lại cho ông Cephalus thời gian để sống hy sinh và sống vì công lý để vui lòng bước sang kiếp sau.
Tiếp đó triết gia Sokrates hỏi những người tiếp chuyện định nghĩa về công lý. Có ba định nghĩa được đưa ra:
- Cephalus: Nói sự thật và trả lại cho người khác thứ mình nợ họ (331c)
- Polemarchus: Đưa cho người khác thứ phù hợp với họ (332c)
- Thrasymachus: Quyền lợi người có thế lực hơn (338c)

Với mỗi một định nghĩa, triết gia Sokrates tiến hành lý luận để bác bỏ như sau:
- Một người phải trả lại con dao mà người ấy nợ từ người khác, nhưng nếu người cho mượn hóa điên và con dao có thể làm hại đến người ấy khi họ có được nó, thì việc trả lại con dao là không công bằng.
- Polemarchus phát biểu giả thuyết rằng việc đưa cho người khác thứ phù hợp là làm việc tốt cho bạn bè và làm hại kẻ thù, tuy nhiên việc hại người khác có khuynh hướng khiến con người trở nên bất công, và do đó theo định nghĩa của ông Polemarchus, công bằng có khuynh hướng tạo ra sự bất công.
- Nếu việc tuân theo chỉ đạo của các đầu mục (người có thế lực) là công bằng và các đầu mục thường phạm sai lầm với quyền lợi mà họ có, thì việc làm điều bất lợi với người có thế lực hơn cũng là công bằng.

### Anh ngữ
- - At Libertyfund.org: Plato's Republic: Translated by Benjamin Jowett (1892) with running comments & Stephanus numbers
  - At MIT.edu: Plato's Republic: Translated by Benjamin Jowett
  - At Perseus Project: Plato's Republic: Translated by Paul Shorey (1935) annotated and hyperlinked text (English and Greek)
  - At Project Gutenberg: e-text Plato's Republic: Translated by Benjamin Jowett with introduction. The same translation with Stephanus numbers, side notes and full index.
- The Republic - sách nói thuộc phạm vi công cộng tại LibriVox
- Approaching Plato: A Guide to the Early and Middle Dialogues
- “Plato's Republic”. Internet Encyclopedia of Philosophy.
- Stanford Encyclopedia of Philosophy entry on Ethics and Politics in The Republic